# Anthony McCall
Anthony McCall est un cinéaste avant-gardiste anglais né le 14 avril 1946 en Grande-Bretagne. S'inscrivant dans le champ du cinéma expérimental, il est connu pour ses séries de films de « lumière-solide », dans lesquels il met en avant la source lumineuse, composant essentiel du cinéma.

## Biographie et œuvre
Installé à New York, Anthony McCall s'inspire à la fois du monde des arts plastiques et du cinéma pour créer en 1973 son premier et plus célèbre film de « lumière-solide », Line Describing a Cone, qui sera suivi par une série de variations d'autres films.
Pour la réalisation de ces premières œuvres, l'artiste dessine une figure géométrique – qui se transforme tout au long du film - sur une pellicule 16 mm, image par image, avec l'aide d'un stylo bille, d’un compas et de gouache blanche. Lorsque le film est projeté dans une salle noire, dans des galeries d'art plutôt que dans des cinémas, sans fauteuils ni écrans, le spectateur voit la figure géométrique apparaître sur un mur, mais surtout, il voit un cône lumineux formé par la lumière qui sort du projecteur, souvent mise en valeur par un fumigène : l'œuvre n'est alors pas uniquement dans les images projetées, mais aussi dans ce faisceau lumineux, qui forme une « sculpture de lumière ». Il s'agit ainsi pour l'artiste d'exposer l'un des composants essentiels du cinéma : la lumière et la projection même d'un film.
Le spectateur peut observer mais aussi « toucher », traverser et déformer cette sculpture de lumière, immatérielle.
Anthony McCall quitte en 1979 le monde du cinéma pour se consacrer au graphisme et à la réalisation de sites internet, avant d'y revenir en 2003 pour produire une nouvelle série de films de « lumière solide », tel que Meeting You Halfway, en 2009. Cette nouvelle série se base toujours sur le même concept, mais se différencie de la première d'une part par la forme projetée qui n'est plus une simple forme géométrique mais un ensemble de lignes et de courbes mouvantes, d'autre part par sa dimension numérique. Le matériau de l'artiste n'est en effet plus un projecteur et une pellicule sur laquelle il aurait gravé des lignes, mais un vidéoprojecteur qui diffuse une image numérique, contrôlée par ordinateur et créée via un logiciel de design.
Anthony McCall est notamment représenté par la galerie Martine Aboucaya à Paris.

## Œuvres principales
- Line Describing a Cone, 1973, film 16 mm, noir et blanc, 30 minutes ;
- Cone of a Variable Volume, 1974 ;
- Long Film for four Projectors, 1974, film 16 mm, noir et blanc, 5 heures 30 minutes ;
- Between You and I, 2006, support numérique, 32 minutes ;
- Meeting you Halfway, 2009, support numérique ;
- Split Second (Mirror) IV, 2022[4]